# Gustav-Adolf von Zangen
Gustav Adolf von Zangen (ur. 7 listopada 1892 w Darmstadt, zm. 1 maja 1964 w Hanau) – niemiecki generał piechoty uczestnik I i II wojny światowej, zbrodniarz wojenny.

## Życiorys
Pochodził ze szwedzkiego rodu arystokratycznego, osiadłego w Niemczech w końcu XVIII wieku za sprawą bankiera Karola Emila von Zangen. W latach 1908–1912 uczęszczał do Szkoły Kadetów w Moguncji. W latach 1914–1918 służył w 9 reńskim pułku piechoty, uzyskując awans na porucznika i Żelazny Krzyż II klasy. W Reichswehrze był dowódcą batalionu wchodzącego w skład VI okręgu wojskowego (Hanower). Następnie w latach 1927–1938 w stopniu majora służył w 6 Dywizji Piechoty; w latach 1938–1941 w stopniu pułkownika dowodził 88, a później 94 pułkiem piechoty. W okresie 1941–1943 był dowódcą 17 Dywizji Piechoty i 15 stycznia 1942 otrzymał Krzyż Rycerski oraz awans na stopień generała. 
W 1943 dowodził kolejno LXXXIV oraz LXXXVII Korpusami Armijnymi, a pod koniec roku otrzymał komendę nad oddziałami Strefy Alpejskiej we Włoszech. W 1944 powierzono mu dowództwo 15 Armii stacjonującej w Holandii. 9 listopada 1944 otrzymał Liście Dębu do Krzyża Rycerskiego i awans na generała pułkownika. Podczas ofensywy w Ardenach, w razie uzyskania powodzenia przez 6 Armię Pancerną SS, miał się z nią połączyć w Antwerpii. W marcu 1945, podczas walk w Zagłębiu Ruhry, oprócz 15 Armii dowodził także LXXIII KA z 1 Armii Spadochronowej. Wraz z kapitulacją całego niemieckiego zgrupowania 17 kwietnia 1945, dostał się do niewoli amerykańskiej i był sądzony za zbrodnie wojenne. Otrzymał wyrok skazujący na 8 lat, jednak wyszedł na wolność już w 1948.